# Leitungsbahn
Leitungsbahn ist ein Begriff, der in unterschiedlichen Fachgebieten unterschiedliche Bedeutungen hat.

## Botanik

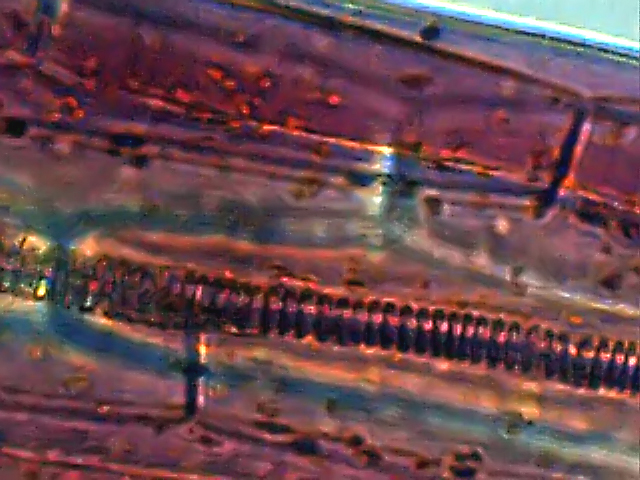
Spiralgefäß im Zentrum eines Tentakels von Drosera paradoxa

In der Botanik werden als Leitungsbahnen die Strukturen bezeichnet, die dem Wasser- und Stofftransport über längere Strecken dienen. Die Leitungsbahnen sind zu Leitbündeln gruppiert. Bei Gefäßpflanzen werden  Xylem und Phloem unterschieden. Sie ziehen sich durch den gesamten Spross und transportieren das Wasser in die Blätter und die Assimilate in die Speicherorgane der Pflanze. Dabei transportiert das Xylem das Wasser und das Phloem die Assimilate.
Gefäßsporenpflanzen, Bedecktsamer und Nacktsamer unterscheiden sich unter anderem in der Anordnung dieser Leitungsbahnen.

## Tier- und Humananatomie
In der Tier- und Humananatomie ist Leitungsbahn ein Oberbegriff für Strukturen, in denen Flüssigkeiten oder Nervenimpulse weitergeleitet werden. Dazu gehören Blutgefäße (vor allem Arterien und Venen), Lymphgefäße, Nerven, und im weiteren Sinne auch Nervenbahnen im Zentralnervensystem und das Erregungsleitungssystem des Herzens.